# Glycitein
Glycitein es una O-metilada isoflavona que contiene el 5-10% del total de isoflavonas en lps productos alimenticios de soja. Glycitein es fitoestrógeno con una débil actividad estrogénica, comparada con otras isoflavonas de soja.